# 悪

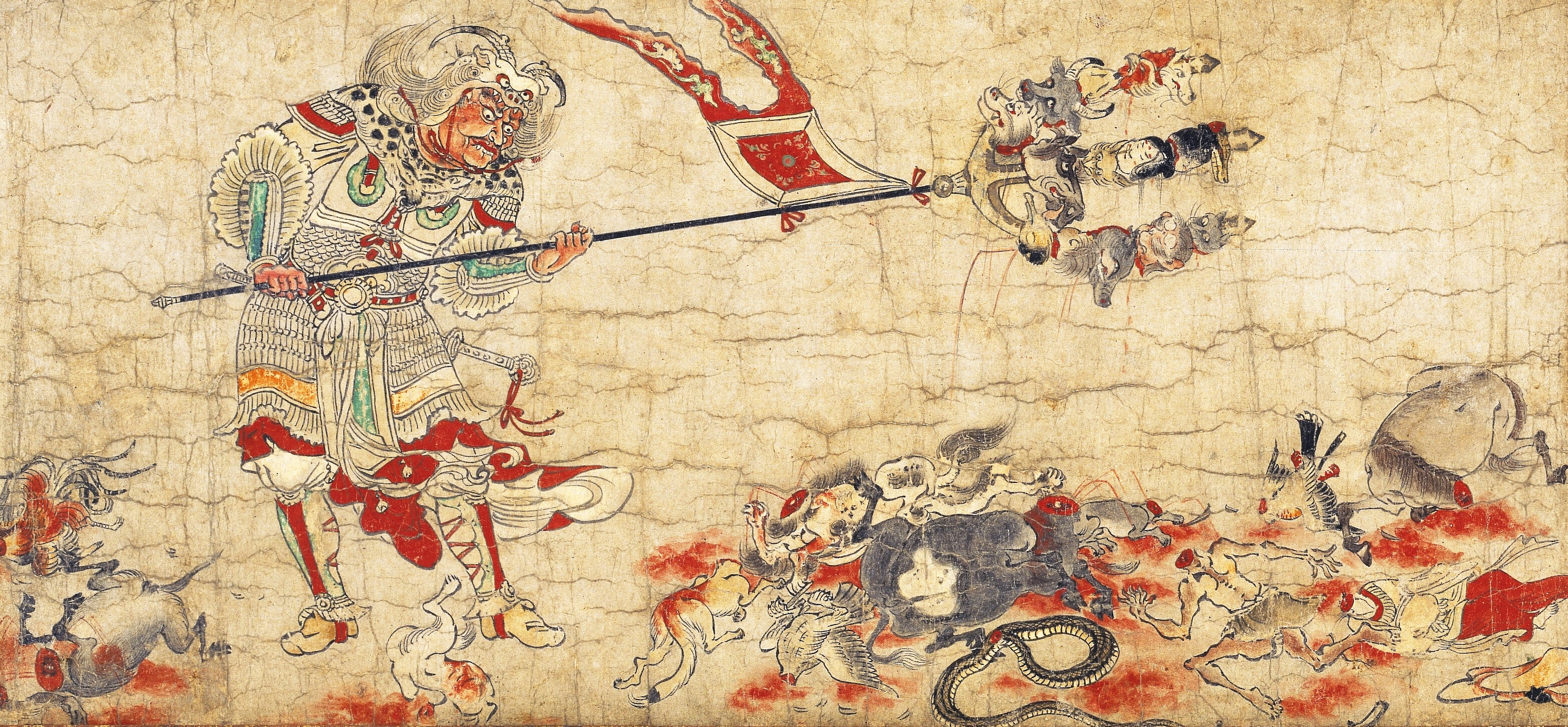
5つある辟邪絵の中の1つには、八部衆の1人で悪を退治する栴檀乾闥婆が描かれている。

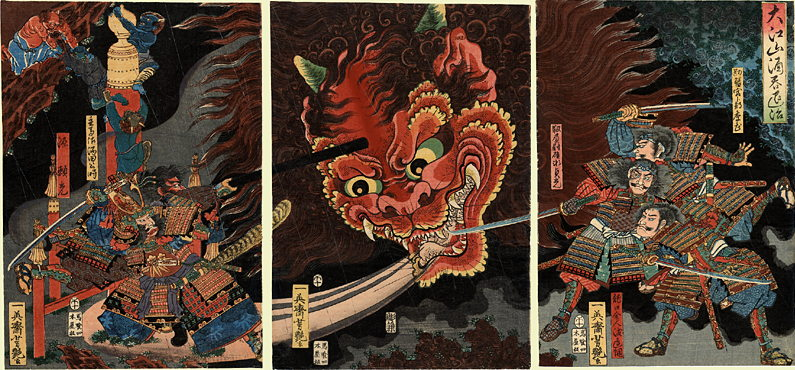
大江山の酒呑童子と源頼光主従 （歌川芳艶の浮世絵、江戸時代）。

悪（あく）は、一般的な意味では、善の反対または欠如である。非常に広い概念であることもあるが、日常的な使い方では、より狭い範囲で深い邪悪さを表現することが多い。それは一般的に、複数の可能な形をとると考えられている。例えば、悪と一般的に関連している個人的な道徳的悪、または非個人的な自然的悪（自然災害または病気の場合のように）の形や、宗教的思想においては悪魔的または超自然的/永遠的な形などである。
悪は重大な不道徳を意味することもあるが、一般的には、人間の状態を理解する上で何らかの根拠がないわけではなく、そこでは争いや苦しみ（cf．ヒンドゥー教）が悪の真の根源である。ある宗教的文脈では、悪は超自然的な力と表現されてきた。悪の定義はさまざまであり、その動機の分析もさまざまである。個人的な悪の形態と一般的に関連する要素には、怒り、復讐、恐怖、憎悪、心理的トラウマ、便宜主義、利己主義、無知、破壊または無視を含む不均衡な行動が含まれる。
悪は、善とは反対の二元的な敵対的二元論として認識されることがある。その場合、善が勝ち、悪は打ち負かされるべきとされる。仏教の精神的影響力を持つ文化では、善と悪の両方が対立的な二面性の一部として認識されており、それ自体は成仏によって克服されなければならないものとされる。善と悪に関する哲学的な問題は、善と悪の性質に関するメタ倫理学、どのように行動すべきかに関する規範倫理学、特定の道徳的問題に関する応用倫理学という3つの主要な研究領域に包含されている。この用語は、行為主体を伴わない事象や状況に適用されるが、この記事で扱う悪の形態は、悪人またはその実行者を想定している。
宗教や哲学の中には、人間を記述する際に悪の存在や有用性を否定するものもある。

## 日本語における「悪」
日本語における「悪」という言葉は、もともと剽悍さや力強さを表す言葉としても使われ、否定的な意味しかないわけではない。例えば、源義朝の長男・義平はその勇猛さから「悪源太」と、左大臣藤原頼長はその妥協を知らない性格から「悪左府」、江戸時代初期に権勢を振るった以心崇伝はその強引な政治手法により「大欲山気根院僭上寺悪国師」と評された。鎌倉時代末期における悪党もその典型例であり、力の強い勢力という意味である。
本来「悪」は「突出した」という意味合をもつ。突出して平均から外れた人間は、広範囲かつ支配的な統治、あるいは徴兵した軍隊における連携的な行動の妨げになり、これゆえ古代中国における「悪」概念は、「命令・規則に従わないもの」に対する価値評価となった。一方「善」概念は、「皇帝の命令・政治的規則に従うもの」に対する価値評価である。
『古事記』において、「悪事」は「マカゴト」と読ませる（古代の解釈では、悪の訓読みは「マカ・マガ」となる）。対して、「善事」は「ヨゴト」と読む。現代では、マガゴトの漢字は「禍事」を当て、ヨゴトは「吉事」の字を当てていることからも、古代の感性では、禍（か）＝災い＝悪という図式ということになる。
なお現在の日本での悪概念は、西欧の価値観に近いものとはなっているが、依然として相違を含んでいる。
昔の人々は「悪」を「さがなし」と表現し、特に道徳的に逸脱した行為や性格を指す際に用いた。これは、個人の持つ本性や性格が悪質であることを強調する表現として使われた。

## 善と悪
悪は善と対比される。
人間が善悪を意識、判断する場面は様々だが、家庭での躾から、教育、スポーツ、法律など、秩序を必要とするあらゆる場面で見出せる。生活に即したものとして宗教で、娯楽や伝承として物語の上で取り上げられることも多い。その際は、善をすすめ悪を除外すること（勧善懲悪）、善と悪との対決などがしばしば注目される。
善と悪は解釈や判断によって入れ替わる場合もあるため、規範という形で存在するものは、このような混乱を避けるためによく用いられる手段なのだ。

## 社会心理学

### 純粋悪の神話
社会心理学者のロイ・バウマイスターは、一般の人の悪に関する素朴的な理解に基づく過度に誤った悪の認識を「純粋悪の神話」と表現している。バウマイスターによると、純粋悪の神話には主に8つの特徴がある。
1. 悪とは他人を意図的に傷つけることである
2. 悪人は人を傷つけることを楽しんでいる
3. 被害者は潔白で善良な人である
4. 悪人の加害者は私たちとは違う人間である
5. 悪人は一貫して悪人である
6. 悪とは社会に混乱をもたらすことである
7. 悪人の加害者は利己主義である
8. 悪人の加害者は自制心が劣っている

1番目の特徴は、子供の漫画から戦時中のプロパガンダまで他人を傷つけることを強調されていることである。2番目の特徴は、実際の現実ではほとんど見られることはない。被害者がする説明では悪人が笑っていた、楽しんでいたなどと強調されるが、悪人からの説明ではそういったことが示されることはない。これは、被害者が純粋悪の神話の影響を受けていることが考えられる。3番目の特徴も現実ではほとんど見られるものではない。実際の多くの殺人事件では、加害者と被害者がお互いに挑発しあって、それがエスカレートしていくことで、殺人が生じる場合は多く見られる。もちろん、善良で潔白な人に対して無差別の暴力は確かに生じてはいるが、それは私達がマスコミから得る情報から考えているよりは稀である。4番目の特徴は、私達のような人がひどい犯罪を犯すとは考えたくないという欲求が反映されている。具体的にはナチスの医者はまっとうな人間とは思われておらず、また、戦争中の日米双方で相手側は劣等人種とみなしていたために、相手を悪魔化することが助長されたという分析もある。さらに子供向けの漫画の悪人は基本的に外国語なまりの英語で喋る。5番目の特徴は、現実では多く見られるものではなく例外の可能性が高い。映画でも時間の経過とともに悪くなっていった人は見られず、最初から悪人であるとされる。また、現実でもスターリンやヒトラー、ポルポトといった人物に対しても、私たちは「そういったひどく邪悪な人間がどうやってそんな大きな権力を手に入れたのか」と考えるが、「どんな経験によって彼らは悪人になってしまったのか」とは考えない。6番目の特徴は、1番目の特徴と代替的なもので、悪とは混沌であり平和や調和、そして安定を喪失させたり妨害するものであるというものである。7番目と8番目の特徴は今までの特徴とは異なり、現実では確かにその傾向が見られて真実に近いが、過度に強調されているという。

### 悪の根本原因
多くの研究が統合されると、悪には4つ（正確には3つ半）の基本的な原因が挙げられる。それらは道具性、自己中心性に対する脅威、理想主義、サディズムであり、被害者の立場からだといくつか違いが見られる。前者2つに関しては、お金を渡したり悪人の自尊心を満たせば暴力などを回避することができるが、理想主義の場合は打つ手が少なく、サディストが相手の場合はどうしようもない。

#### 道具性
邪悪な行いの多くは悪いことそれ自体を目的としたものではなく、他の目的（金、土地、権力、セックス）を達成するための単なる手段としてなされている。この目的を達成するにあたって合法的な手段で達成することが出来ないときに、人は暴力を行う。例えば、テロリストは自身の要求が投票や法制度を通じて実現することはないとわかっているのでテロを行い、知識社会では知能が低い人は金や他の報酬を手に入れる方法が限られており、悪行に手を染める。暴力に関する研究者は、暴力的な手段は長期的な目標達成には有効でないことを論じてきたが、短期的な観点では暴力は確かに効果的なものである。
道具性の暴力は、進化前の段階の名残として考えられる。人間を含む社会的な動物では資源分配をめぐる社会的衝突が生じ、支配的で攻撃的な個体であるアルファオスが多くの報酬を得ることができる。そのため、種内攻撃は社会生活に対する適応として生じた可能性がある。しかし、人間は文化を発展させて、争いや紛争を解決する代替の非暴力的な手段（お金、法廷、交渉、妥協、投票）を生み出してきた。最近の調査でも長期的には対人暴力の発生は減少している。ただし、時に私達は攻撃性に後退してしまい、特に文化的な方策が自分にはきちんと機能していないと感じる人の間で攻撃性は生じやすいとされる。

#### 自己中心性に対する脅威
かつて暴力の研究においては、悪人は自尊心が低いというのが標準的な知見であったが、バウマイスターが実際に文献をチェックしてみると、悪人はむしろ高い自尊心、時には過度に高い自尊心を持っていた。後の研究でも自尊心の低さと攻撃が結びつくことは確認されず、逆にナルシストがより暴力的であるという結果が度々得られた。ナルシズムと自尊心を分離した場合でも、自尊心の影響は無視できるか、もしくは自尊心はナルシズムの効果を高めて攻撃性に寄与していた。
しかし、後の研究からわかったことは、高い自尊心が暴力を生じさせるのはなく、自身の持つ高い自己像が脅威にさらされたり傷ついた時に暴力が生じることがわかった。つまり、他人からの批判に対して反抗して、自尊心の損失を回避するための戦略として攻撃が行われる。このことは進化的な起源を持つと考えられ、実際にアルファオスでは挑戦者を攻撃することで自身の地位を守っている。

#### 理想主義
理想主義はいくつかの点で他の根本原因とは異なる。まず挙げられるのは、加害者たちは「自分たちは良いことをしている」という信念に基づいていることである。実際に左翼や右翼の理想主義者たちは、自身が高貴な目標を持ち、それによって暴力的な手段が正当化されるとしばしば信じていた。具体的な例では、中国やソ連による共産主義の虐殺やナチスドイツによるホロコーストなどが挙げられる。また、理想主義は他の根本原因を隠すことに用いられることもある。

#### サディズム
悪の根本原因が3つ半である理由は、サディズムであるためである。悪人がサディストであるというのは前述した純粋悪の神話であるが、実際にサディズムだとみなされるものがいくつか見られる。殺人犯の回顧録には殺人によって喜びを得たとする記述はほとんど見られないが、一部の人は実際に人を傷つけることを楽しんでいる。
これは、相反過程理論によって説明される。通常、人を傷つけると最初は動揺して強い否定的な反応を起こすが、身体は平衡状態を保とうとして反動として第二の過程を作動させる。この過程は、最初は弱くて遅いが繰り返し強度が増していき、支配的になってくる。バンジージャンプやスカイダイビングを楽しむようになる理由もこれのことで説明される。また、科学的な厳密な研究ではないが、拷問に関する研究がこの理論を支持している。拷問では相手を殺してしまうことで拷問が失敗する場合があるが、それは新人の拷問人よりもベテランの拷問人の方が相手を殺しやすい。これは相反過程理論と一致していて、拷問を行うことによる苦痛が減っていき、満足の方がそれを上回ってくるものがいると考えられている。
また、サディズムはサイコパスと関連していることが考えられる。サイコパスは共感性がないため、他者の苦痛に対して共感による抑制が効かないことが考えられる。[要出典]ただし、共感性が「皆無」であるということはまれであり、またスペクトラムなグラデーションであること、精神医学的な厳密な診断があるのか、印象からくる単なる決めつけに過ぎないのかには注意が必要である。

### 至近原因
悪に関する研究において、暴力を誘発させるような要因はありふれていることがわかっている。社会心理学者によれば、批判されること、侮辱されること、気温が高いこと、メディアで暴力を見ること、欲求不満であることなどが、人の攻撃性を増加させることがわかっている。翻って実際の暴力の発生率は驚くほど低く、それは自制心によるものだと考えられている。人は色々なことによって攻撃的な衝動を発生させるが、それに対して自制心を用いることで衝動を抑制させている。また人間には少なくとも他の社会的動物以上の自制心の能力を持っている。
以上のことから、多くの場合で悪や暴力の至近原因は、自制心の破綻である。具体的には、アルコールはほとんどの領域で自制心に干渉し、攻撃の原因として十分に確立されている。また激しい感情は暴力的な衝動の抑制を損ない、メディアの暴力は同様に自制心を弱めることによって攻撃性を高める。
バウマイスターの見解では悪の4つの根本原因を排除するのは困難であるので、至近原因の自制心の強化が現実的なものであるという。

## 中国の倫理哲学
後述する仏教と同様に、儒教と道教には西洋思想にみられるような善悪の対立構造がないが、中国の民間信仰では何か悪い物の影響についてよく言及される。儒教の主要な関心事は知識人や貴人にふさわしい正しい社会的関係・行動にあった。それゆえ「悪」という概念は悪い行動ということになる。道教では、二元論がその中心に据えられているにもかかわらず、道教の中心的な徳に対立する思いやり、節度、謙虚は道教において悪の相似物だと推測できる。

## 西洋哲学

### ニーチェ
フリードリヒ・ニーチェはユダヤ-キリスト教的道徳を否定し、『善悪の彼岸』・『道徳の系譜』の中で、非-善の本来の機能は弱者の奴隷道徳によって宗教的な悪の概念へと社会的に変容され、主人(強者)に反感を抱く大衆を抑圧した、といったことを主張した。

### アイン・ランド
アイン・ランドは『利己主義という気概---エゴイズムを積極的に肯定する』で、「理性は人間の基本的な生存手段だから、理性的存在が生きるのに適したものが善い物である。逆に理性的存在が生きるのを否定・妨害・破壊するものが悪いものである」と書いている。この考えは『肩をすくめるアトラス』の中でさらに練り上げられており、「考えることは人間の唯一の基本的な美徳である。他の全ての徳は考えることから生まれてくる。そして、人間の持つ基本的な悪徳、つまり全ての悪の根源は人が皆実際にはやっているのにやっているとけっして認めようとしない名もなき行為、つまり自分の意識を故意に停止すること、考えるまでもなく盲目であることは否定するが実際には見ようとしないことだ。つまり、単純に無知なのではなく知ることを拒んでいるのだ。これは自分の心に焦点を当てるのを避け、自分があるものを認識するのを拒んでいる限りそれは存在しないとか、自分が『それは悪い』という評決を下さない限りAはAでないといった暗黙の前提に基づいた判断を避ける心の中の霧を引き起こす行為だ。」とある。

### スピノザ
バールーフ・デ・スピノザはこう言った:
| 「 | 1. 善によって、人々にとって有用であると人々が当然知っているものを私が理解できるようになる。 2. 反対に悪によって、人々が善いものを持とうとするのを妨げると人々が当然知っているものを私は理解する。 | 」 |

スピノザは半ば数学的な文体を使い、『エチカ』第4部で述べた定義から証明・説明できると自分が主張しているさらなる命題について述べている:
- 命題8 「善や悪の知識は私たちが意識する限りでの喜びあるいは悲しみの気持ちでしかない。」
- 命題30 「私たちの本性において共有されているものを持つことを通じて悪であるものはあり得ないが、あるものが私たちにとって悪である限りではそのあるものは私たちと相いれない。」
- 命題64 「悪の知識は不適切な知識である。」
  - 推論「それゆえに人の心の中に適切な知識しかなければ、悪い考えが形成されることはないであろう。」
- 命題65 「理性の導きに従えば、二つの善い物のうちより善い物を選ぶことになるし、二つの悪いもののうちより悪くない方を選ぶ。」
- 命題68 「人間が自由に生まれたら、自由である限りその人間はよい考えも悪い考えも持たない。」

以上のニーチェ、ランド、スピノザのような哲学的考察は後述する神学的考察と比較でき、対照をなすが、ニーチェとランドは無神論者でありスピノザはそうではないことが指摘される。

## 心理学

### カール・ユング
カール・グスタフ・ユングは『ヨブへの答え』やその他の著作で、悪を「悪魔の暗黒面」だと言っている。人は他者へ寄り添う影を思い描くので、悪は自分の外部にあるものだと信じがちである。ユングはイエスの物語を自らの影に直面する神の話として解釈した。

### ジンバルドー
2007年にフィリップ・ジンバルドーは、人々は集合的アイデンティティーの結果として邪悪な行動をとり得ると主張した。この仮説は、彼が以前にスタンフォード監獄実験を経験したことに基づいていて、著書『The Lucifer Effect: Understanding How Good People Turn Evil』で発表された。

## 宗教
宗教はしばしば戒律で悪を規定する。それに基づいて禁止されている事柄（タブー）は、その始祖や開祖に関するものや、それが発達した文化圏における生活規範をモチーフにしたものなどがある。中東のゾロアスター教は光（善）と闇（悪）で世界を捉えており、のちの一神教における神と悪魔の対立という概念に影響を与えたとされる。一神教ではユダヤ教の十戒やキリスト教の七つの大罪などが有名である。

### 仏教
仏教の二元性は第一に苦と悟りの間にある、というのは仏教の内部には善と悪の対立に似たものは直接的に言及されていないからである。しかしブッダの一般的な教えをもとに、仏教哲学の体系内の苦は「悪」に相当すると推測されうる"。
実際にはこれは1)三つの利己的な感情-欲望、憎悪、虚偽;や2)肉体的・言語的行動におけるそれらの現れ、について言及することができる。十戒 (仏教)を参照。とりわけ「悪」は、現世における幸福、より良い生まれ変わり、輪廻からの解脱、ブッダの真正にして完全な悟り(三藐三菩提)を妨害するものを指す。無知は全ての悪の根源であるとされる。

### ヒンドゥー教
ヒンドゥー教においてダルマ、つまり秩序や正義の順守を表す概念は世界を善と悪にはっきり二分し、ダルマを打ち立て護持するためには時々戦争がなされる必要があると説明する。この戦争はダルマユッダと呼ばれる。この善悪の区別はヒンドゥー教の叙事詩ラーマーヤナとマハーバーラタの両方で非常に重要である。

### イスラーム
イスラームでは、二元論的な意味で善から独立にして善と対等な基本的・普遍的原理としての絶対的な悪は存在しない。イスラームにおいては個々の人によって善いと感じられようが悪いと感じられようが全ての物はアッラーに由来すると信じることが本質的だとされている。そして、「悪」だと感じられるものは自然に起こること(自然災害や病気)であるかアッラーの命令に背く人間の自由意思によって起こるかのどちらかだとされる。イスラームの考え方では、悪は原因ではなく結果なのである。
「アッラーに背いて悪や悪行がなされると、大カリマー(すなわちシャハーダ)を唱える者は悪人が悪行を成すのを止めることはできなくなる。」 

### ユダヤ-キリスト教思想
悪は善ではないものである。聖書では悪は一人でいる状態だと定義される(創世記2:18)。この意味では、悪とは価値観や行動に関して社会に背いて、社会の外部にいることだとみなされうる。

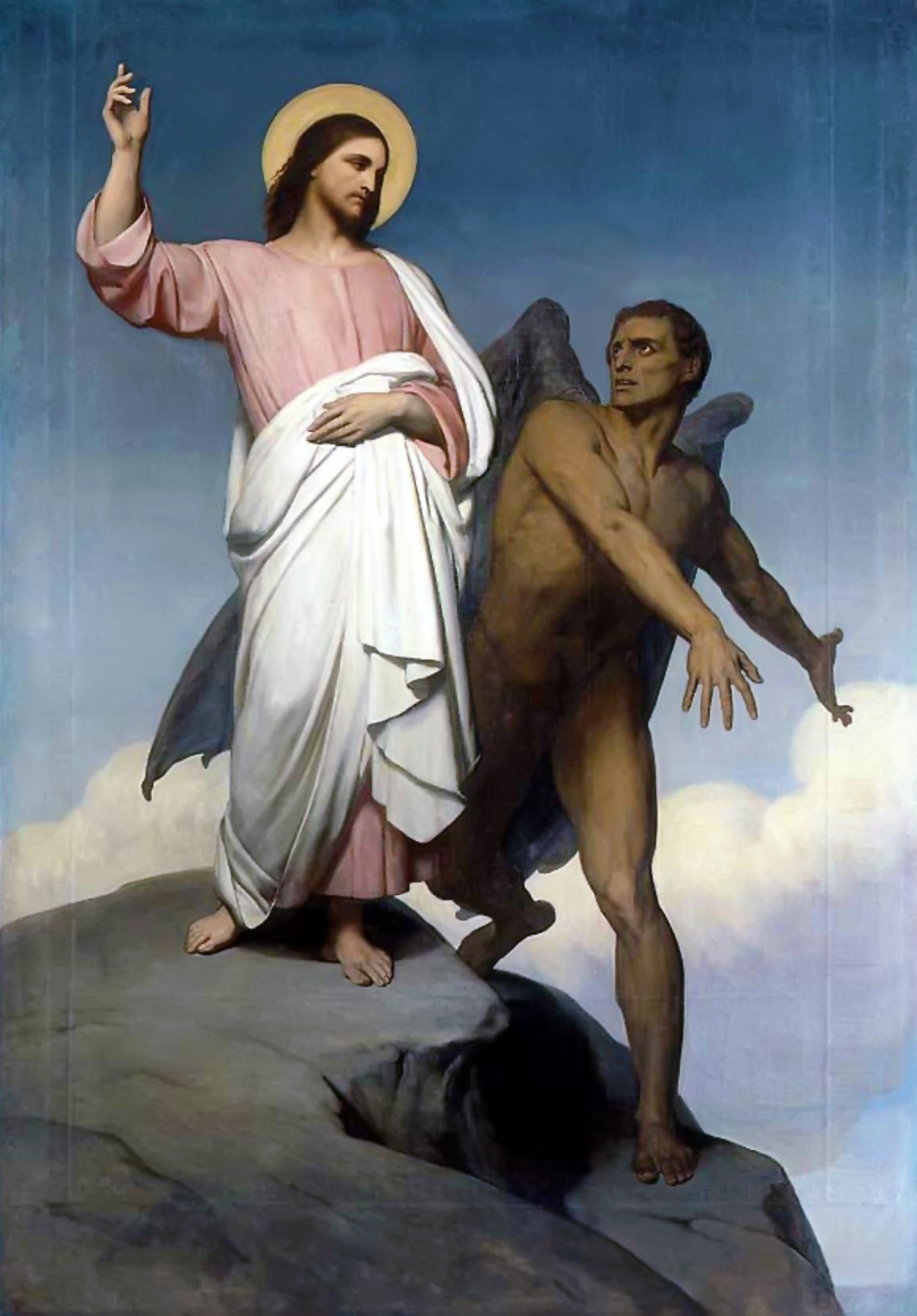
悪を擬人化したものである悪魔が善を擬人化したものであるキリストを誘惑している。アリ・シェフェール、1854年

キリスト教弁証者ウィリアム・レーン・クレイグのように、悪を、道徳的悪つまり誰かによって行われる害と、自然悪つまり自然災害や病、その他誰かが意図したものではない原因の結果として起こる害とに分けて考える者もいる。自然悪は弁神論で特に重要な概念である、というのも自然悪は誰かの自由意思によって起こったというように単純に説明することができないからである。

#### キリスト教
キリスト教神学では悪の概念は旧約聖書および新約聖書から説明される。旧約聖書では、堕天使の長サタンのような不適切で劣ったものと同じだけ神に反抗するものが悪だと理解される。新約聖書ではギリシア語単語「ポネロス」が不適切さを表すのに使われ、「カコス」が人間の領分内での神に対する反抗に言及するのに使われる。公式には、カトリック教会では悪の理解はドミニコ会の神学者トマス・アクィナスに依拠する。彼は著書『神学大全』で、悪を善の欠如・欠乏であると定義している。フランス系アメリカ人の神学者アンリ・ブロシェは、神学的概念としては悪は「不当な実在。俗な言い回しでは、悪は『起こるべきではない』が経験上起きる『なにか』である」と述べている。

#### ユダヤ教
ユダヤ教では、悪とは神を見捨てた結果である(申命記 28:20)。ユダヤ教ではトーラー(タナハを参照)に記されたような神の法とミシュナーやタルムードに示された法や儀式に従うことが強調される。
ユダヤ教では教派によっては、悪をサタンのような形で擬人化しない。代わりに、人間の心は生来欺瞞へと向かいやすいものであるが人間は自分の選択に関して判断を任されている、と考えられている。別の教派では、人間は生まれた時点では善へも悪へも方向づけられていないとされる。ユダヤ教では、サタンは神に反逆しているのではなくむしろ神の命によって人間を試しているのだとみなされ、悪は上記のキリスト教の教派のように選択の原因であるとみなされる。
いくつかの文化や哲学では、悪は意味や理由がなくとも生まれてくると信じられている(ネオプラトニズムでは、これは不条理な悪と呼ばれる)。一般的にキリスト教ではこうしたことを信じないが、預言者イザヤは神が全ての原因であることを示している(Isa.45:7)。

#### 非三位一体派
モルモン教神学では、人生とは信仰を試すものであって、人性のうちで人間の選択が救済計画の中心をなすとされる。悪とは人間が神の本性を発見するのを妨げるものであるという。人間は悪に染まらず神に帰還するように選択するべきだと信じられている。
クリスチャン・サイエンスでは、自然の善に対する無理解から生じると信じられている。自然の善は正しい(魂の)観点から見たときに本性上完全なものであると理解されている。神の実在に対する誤解によって間違った選択が生じ、それが即ち悪となる。このため、悪の源となる種々の力や悪の源であるような神は否定される。代わりに、悪の出現は善の概念を誤解した結果であるとされる。最も「悪」である人でも悪それ自体を追求しているのではなく、間違った考えから何らかの善を実現しようとして、結果として悪事を働いてしまうのだとクリスチャン・サイエンティスト達は主張している。

### ゾロアスター教
ペルシア人の本来の宗教であるゾロアスター教では、世界は神アフラ・マズダ(オフルマズドとも呼ばれる)と悪霊アンラ・マンユ(アーリマンとも呼ばれる)との戦いの場であるとされる。善と悪の争いの最終決着は審判の日に起こり、そのときに生きている者は全て炎の橋に導かれ、邪悪な者たちは打ち倒されて永久に復活しないという。ペルシア人たちの信仰するところによれば、天使や聖人は人々が善への道を歩むのを助ける存在である。

## 悪に関する哲学的問題

### 悪は普遍的か?
根本的な問題は、悪の普遍的・超越論的な定義が存在するか否か、つまり、悪は人の社会的・文化的背景によって決定されているにすぎないのではないかというものである。レイプや殺人のように、悪であると普遍的に考えられている行動が存在するとC・S・ルイスが『人間廃絶』で述べている。しかしながら、レイプや殺人が社会的文脈によって好んで用いられる場合が多々あるため、C・S・ルイスの主張には疑問が投げかけられる。それでも、レイプという語は定義上悪しき行いを指すのに使われることを必要としている、というのはこの概念は他者に対して性的暴力をふるうことを指しているからだ、と主張する者もいる。19世紀中頃までは、アメリカ合衆国―および多くの国々―では奴隷制が行われていた。よくあることではあるが、こういった倫理的境界の侵犯はそこから利益を得るために行われた。おそらく、奴隷制は常に同じだけ、そして客観的に悪であるが、奴隷制を行おうとする人々はそれを正当化しようとする。
第二次世界大戦期のナチスはジェノサイドを正当化したが、ルワンダ虐殺の際、フツのインテラハムウェも同じことをした。しかしこういった残虐行為の実行犯は自らの行為をジェノサイドと呼ぶことを避けた、というのはジェノサイドという語によって精確に示される行為の客観的な意味は特定の人間集団を不当に殺すことだからであるが、少なくとも不当に苦しめられた人々はこの行為を悪だと理解する。悪は文化から独立であり、行動やその意図と関連に連動していると普遍主義者たちは考えている。そのため、ナチズムやフツのインテラハムウェのイデオロギー的な主導者はジェノサイドの実行を許容(したり、それは道徳的に認められると考えたり)するが、ジェノサイドは「根本的に」あるいは「普遍的に」悪だという信念に基づけばジェノサイドを扇動する人々は本当は悪いということになる。悪事を働くことは常に悪いが悪事を働く者は完全には悪なる存在でも善なる存在でもない、と主張する普遍主義者もいるようだ。例えば棒付き飴を盗んだ人が完全に悪くなるということはむしろ支持できない立場だということになる。しかし、普遍主義者は、人間は明らかに善である人生や明らかに悪である人生を選択することができ、大量虐殺を行うような独裁はもちろん後者であるとも主張している。
悪の本性に関する考えは以下の四つの相反する立場のうちの一つに落ち着きがちである:
- 絶対主義 (倫理)では、善悪とは神、神々、自然、道徳律、コモン・センス、その他の根拠によって打ち立てられる不変の概念であると考える[35]。
- 虚無主義 (倫理)は、善悪というのは無意味な概念で、自然には倫理の構成要素になるものなど存在しないと主張する。
- 相対主義 (倫理)では、善悪の基準となるのは地域ごとの文化、慣習、固定観念の産物だけだと考える。
- 普遍主義 (倫理)とは絶対主義者の言う道徳律と相対主義的観点との和解点を見出そうとする試みである。普遍主義は、道徳律はある程度可変的であるにすぎず、何が本当に善あるいは悪であるかは全人類を通じて何が悪であるかを調査することで決定することができる、と主張する。サム・ハリスは、普遍的な道徳律は脳生物学が刺激を調べる方法に基づいて物理的にも精神的にも計量可能な幸不幸の単位を用いることで理解することができると述べている[36]。

プラトンは、善をなす方法は相対的に少なく、悪を成す方法は限りないと書いている。また、そのために悪を成す方法が我々の生活に大きな影響を及ぼし、他の者の生活に苦しみを与えうるという。このため、道徳的規則を策定し、実施する上で重要なのは善を促進することよりもむしろ悪を防止することだとバーナード・ガートのような哲学者が主張している。

### 悪は有用な概念か?
悪い「人間」など存在せず、「行動」だけが悪だと考え得ると主張する学派が存在する。心理学者・仲裁人のマーシャル・ローゼンバーグは、暴力の起源はまさに「悪」「悪さ」といった概念そのものだと主張している。私たちが誰かを悪い、あるいは悪だとレッテル貼りすると、責め苦を与えたいという欲望がレッテル貼りすることによってもたらされるとローゼンバーグは言う。これによって私たちが傷つけている人に対して何かを感じなくなることが容易にもなる。ドイツ人がほかの民族に対して通常はしないことをするうえでカギとなったナチスドイツにおける言語の使用について彼は言及している。彼は悪の概念と、悪いとみなされることに対して罰を与える、罰を与えることを通じた正義―因果応報―を作り出そうとする司法制度とを結びつける。彼は、このアプローチを、悪の概念が存在しない文化で彼が見出したものと比較する。そういった文化では、人が誰かを傷つけた時、彼らは彼ら自身や彼らの属するコミュニティと相いれなくなったと信じられ、病んでいるとみなされ、彼ら自身や他の人々と相いれるように新しい度量法が持ち出される。
心理学者のアルバート・エリスは論理情動行動療法(英:Rational Emotive Behavioral Therapy)と呼ばれる彼の学派において同様の主張を行っている。怒りの起源や他者を傷つけたいという欲求はほぼ常に他者に関する黙示的あるいは明示的な種々の哲学的信念に結びついていると彼は言う。さらに、こういった様々な秘密のあるいは公然の信念あるいは臆断を持たなければたいていの場合暴力に訴える傾向は減退すると彼は主張している。
一方、アメリカの重要な精神科医モーガン・スコット・ペックは悪を「好戦的な無知」とみなしている。ユダヤ―キリスト教における「罪」の概念は本来人間が「遣り損な」って完成に達しないような過程としての罪である。このことに多くの人々は少なくともある程度は気づいているが、実際に悪であり好戦的な人々は自分が気づいていることを認めないとペックは主張している。特に無実の罪を受ける人(しばしば子供や弱い立場の人々)を選んで悪行を成すという結果に至る有害な独善性こそが悪の特徴だとペックは考えている。ペックが悪人と呼ぶような種類の人々は自分の良心から(自己欺瞞を通じて)逃げ隠れしており、この点でサイコパスにおいて明らかに良心が欠如しているのとは区別されるとペックは考えている。
ペックによれば、悪人は:
- 罪から逃れ、自己イメージを完璧なものに保とうという意図をもって自己欺瞞を続けている
- 自己欺瞞の結果として他者も欺いている
- 自身の罪を非常に狭い範囲の対象に投影し、他者をスケープゴートにする一方で自分を皆とともに正常に見せかける(「彼に対する彼らの不感受性は選択的である」)[39]
- 一般に、他者をだますのと同じだけ自己欺瞞のために見せかけの愛によって嫌う
- 政治的(感情的)力を悪用する(「人間の意志が公然に、あるいは秘密裏に他者に賦課を負わせること」)[40]
- 高いレベルの社会的地位を保ち、そのために常に嘘をつく
- 自身の罪に関して一貫している。悪人は犯した罪の大きさよりもむしろ(破壊性が)持続することによって特徴づけられる
- 自分が起こした悪事の被害者の視点に立って考えることができない
- 批判その他のナルシシズムを傷つけるような行為を受けた時にひそかに耐え忍ぶことができない

ある種の制度も悪である可能性があると彼は考えている、というのはソンミ村虐殺事件とそれが隠蔽しようとされたことに関する彼の議論に示されているのである。この定義によれば、犯罪的テロリズムと国家テロリズムも悪だと考えられるであろう。

### 必要悪
マルティン・ルターは小さな悪が否定しがたい善となる場合があることを認めた。「あなたの飲み仲間の社会を探し、飲み、遊び、猥談をして楽しみなさい。悪魔が良心的な人に対して何かをする機会を与えないために、悪魔を憎みさげすむのとは別に時には罪を犯しなさい」と彼は書いている。
政治哲学のある学派では、指導者は善悪に関心を持たず、実用性のみに基づいて行動するべきだと考えられている。政治に対するこのアプローチはニッコロ・マキャヴェッリが唱えたものである。彼は16世紀のフィレンツェの著述家で政治家たちに「愛されるよりも恐れられた方がずっと安全である」と助言した。
レアルポリティーク(独:Realpolitik)と呼ばれることもある現実主義や新現実主義の国際関係論に基づくと、政治家は国際政治においては絶対的な道徳・倫理があるという考えをはっきりと否定して、個人の関心、政治的生存、武力外交を重視することを好むべきということになる。このことはこういった国際関係論を唱える者たちが明らかに非道徳的で危険だとみなしている世界を説明する上でより的確になると彼らは考えている。政治学における現実主義者達はたいてい、政治的指導者だけに課される「高度な道徳的義務」を主張することで彼らの考え方を正当化している。この主張の下では、最大の悪とは国家が自身やその国民を守れないことである。マキャヴェッリはこう書いている: 「[…]善だと考えられてはいるが実際にそれに従うと滅亡してしまうような特質がある一方で、悪徳とみなされているがそれを実行すると安全が実現され君主にとって幸福であるような特質が存在する。」